# Pink music fest
Пинк мјузик фест (енгл. Pink music fest) је такмичарски фестивал поп и фолк музике који се емитује на ТВ каналима РТВ Пинк, Пинк БХ, Пинк М, Пинк плус и Пинк мјузик.
Мото фестивала је: „Фестивал хитова”.

## Формат
Фестивал траје два—три дана. Већину учесника чине певачи и певачице Сити рекордса. Фестивал се одржава једном годишње.

## Пласмани такмичара
| Година | Место | Такмичар         | Песма                    |
| ------ | ----- | ---------------- | ------------------------ |
| 2014.  | 1     | Виолета Миљковић | Фластер на уста          |
| 2014.  | 2     | Жељко Шашић      | Довиђења                 |
| 2014.  | 3     | Адил Максутовић  | Просјак и краљ           |
| 2015.  | 1     | Весна Змијанац   | Понови за мном           |
| 2015.  | 2     | Алегро бенд      | Где си душо, где си рано |
| 2015.  | 3     | Фантастик бенд   | Енормно                  |